# Henana von Adiabene
Henana von Adiabene (geb. vor 572; gest. nach 610) war Theologe und Rektor der Schule von Nisibis, dem theologischen Zentrum der Assyrischen Kirche des Ostens.
Henana hatte an der Schule von Nisibis einen Lehrstuhl für biblische Exegese inne, die er im Sinne des byzantinischen orthodoxen Theologen Moses lehrte. Im Jahr 572 wurde er Rektor der Schule von Nisibis und blieb dies bis 610.